# Ragnvald Knaphövde
Ragnvald Knaphövde byl švédským králem nejspíš pouze v roce 1125. Je zmíněn pouze ve Västgötalagenu, což je nejstarší švédská dochovaná písemná památka.
Po smrti Ingeho II. bojoval o moc ve Švédsku s Magnusem Nilssonem. Hned, jakmile byl zvolen králem, vykonal závaznou královskou cestu po Švédsku, tato cesta se nazývá Eriksgata. Při této cestě však udělal jednu chybu, pošetile nepřijal rukojmí od mocných klanů. Následkem toho bylo jeho zavraždění v blízkosti Falköpingu ve Västergötlandu.